# Dia Internacional del Treball Domèstic

El Dia Internacional del Treball domèstic se celebra cada 22 de juliol. Es va declarar com a tal oficialment en 1983, durant la Segona Trobada Feminista Llatinoamericà i del Carib per reconèixer la contribució de les tasques de les dones a les llars, activitats que continuen sent objecte de discriminació, sobretot des del punt de vista econòmic. Aquesta data va ser escollida en honor a la fundació de la Federació Internacional de Treballadores de la Llar (FITH) el 1983.
El treball domèstic, que inclou tasques com cuinar, netejar, cuidar nens i ancians, és un treball essencial que permet que altres persones puguin dedicar-se als seus treballs remunerats fora de casa. Tanmateix, sovint és subvalorat i mal remunerat, la qual cosa porta a l'explotació i la manca de protecció laboral.
La lluita pels drets de les treballadores domèstiques ha estat una llarga batalla. El 1948 la Declaració Universal de Drets Humans va reconèixer el dret a un salari just i condicions laborals justes per a tots els treballadors. L'any 2011, l'Organització Internacional del Treball (OIT) va adoptar el Conveni sobre el Treball Decent per a les Treballadores i els Treballadors Domèstics, que estableix normes internacionals per protegir els drets d'aquestes treballadores.
El Dia Internacional del Treball Domèstic és una oportunitat per conscienciar sobre els drets de les treballadores domèstiques i exigir-ne el reconeixement i la protecció laboral. És important recordar que aquestes treballadores són una part integral de les nostres comunitats i mereixen el mateix respecte i protecció que qualsevol altre treballador.